# 赵累 (三国)
趙累（？—？），表字不詳，三國時蜀漢將領。

## 正史的趙累
劉備屬下，關羽所屬親兵侍衛都督，《三國志》提到，建安二十四年（219年）蜀將關羽與魏國曹仁、吳國呂蒙等勢力交戰，可惜後來被吳軍擊敗，關羽帳下士兵皆逃亡，到達麥城時，手下只剩數百人。孫權派使者勸降關羽，關羽假裝答應，城上放滿假人，以瞞騙吳軍方便突圍。孫權早已派朱然、潘璋斷其後路，關羽突圍後，於路上解散軍隊，最後中了埋伏，與關羽父子一同被吳將馬忠部隊所擒，孫權想收降關羽，關羽不肯投降，孫權左右勸告說：「現在不殺他，必定留有後患」，孫權即下令將關羽、關平斬首，趙累處置不明。

## 艺术形象

### 三國演義
趙累為人忠誠廉直，為關羽軍前都督，糧料官。關羽攻打襄陽時，王甫舉薦趙累代替潘濬為都督駐守荊州，但是關羽不聽。關羽敗走麥城，趙累在隨關羽突圍時死於亂軍之中。

### 戏剧形象
在京剧《走麦城》、《单刀会》等剧目中，戏剧角色为生角。形象与演义大致相同，忠心耿耿，有勇有谋。

### 影视形象
- 1993年《關公》（中國太原电视台電視劇）：由常玉平飾演
- 1994年《三國演義》（中國中央電視台電視劇集）：由韩新民飾演
- 2004年《武圣关公》（中国中央电视台电视剧）：由郝爱明飾演

### 漫畫形象
- 《蒼天航路》（王欣太）